# مارك بلانكنشيب
مارك بلانكنشيب (بالإنجليزية: Mark Blankenship)‏ هو درامي ‏ أمريكي، ولد في 9 ديسمبر 1978.